# Pierre Mendell
Pierre Mendell (* 17. November 1929 in Essen als Wolfgang Mendell; † 19. Dezember 2008 in München) war ein Grafikdesigner, der rund 40 Jahre lang durch seine Plakate das Erscheinungsbild öffentlicher Kultureinrichtungen prägte.

## Leben und Werk
Mendell emigrierte mit seiner Familie 1934 nach Frankreich, wo er bis 1947 lebte und zur Schule ging. Erst nach der Befreiung Frankreichs durch alliierte Truppen konnten Mutter und Sohn 1947 in die Vereinigten Staaten ausreisen. 1953 kehrte er nach Frankreich zurück und arbeitete fünf Jahre in der Textilfabrik seiner Familie. Ab 1958 studierte er an der Schule für Gestaltung in Basel, unter anderem bei Armin Hofmann. Nach einem Praktikum in München bei Michael Engelmann brach er in Abstimmung mit Hofmann sein Studium ab und arbeitete für Engelmann. 1961 gründete er zusammen mit dem ehemaligen Kollegen bei Engelmann, Klaus Oberer, das Studio Mendell & Oberer, seit 2000 Pierre Mendell Design Studio. Unter ihren Kunden waren neben gewerblichen Unternehmen auch Kultureinrichtungen, insbesondere Museen.
Ab 1980 war Mendell Hausgestalter der Neuen Sammlung – Staatliches Museum für angewandte Kunst, München. Beim Umzug der Neuen Sammlung in die Pinakothek der Moderne 2002 gestaltete er das gesamte visuelle Erscheinungsbild der Sammlung. Von 1993 bis 2006 entwarf er die Plakate der Bayerischen Staatsoper. 2003 gestaltete er eine Plakatserie mit einem gemeinsamen Design für alle staatlichen Museen in München und einige mitwirkende Museen anderer Trägerschaft wie das Deutsche Museum.
Die Neue Sammlung widmete 1987 und 2006 ihrem Designer Einzelausstellungen mit seinem Werk für das eigene Haus und andere Einrichtungen. Unter dem Titel „L’art pour l’art“ veranstaltete das Stadtmuseum München 1996 eine Ausstellung der Plakate Mendells, die im Anschluss durch das Goethe-Institut in Kultureinrichtungen in aller Welt gezeigt wurde. Aus den dabei gewonnenen Kontakten gingen Einzelausstellungen in Osaka, Japan, 2004 und São Paulo, Brasilien, 2007 hervor. Letztere wurde 2008 auch in Brasília und Rio de Janeiro und 2009 in Salvador da Bahia gezeigt.
Pierre Mendell war Mitglied des Art Directors Club für Deutschland und der Alliance Graphique Internationale (AGI).

## Auszeichnungen (Auswahl)
- Vielfache Gold- und Silbermedaillen des Art Directors Club für Deutschland, der Schweiz und New York zwischen 1971 und 1989
- 1993 Designpreis der Landeshauptstadt München
- 1995 wurden Plakate Mendells in die Design-Sammlung des Museum of Modern Art,[3] New York aufgenommen

## Veröffentlichungen
- Hans Wichmann (Hrsg.): Graphic Design Mendell & Oberer, Birkhäuser Verlag, Basel 1987, ISBN 3-7643-1905-4.
- Pierre Mendell (Hrsg.): L'art pour l'art. Arbeiten für kulturelle Institutionen. Verlag Lars Müller, Baden 1996, ISBN 3-907044-25-8.
- Pierre Mendell: Auf den ersten Blick – Grafikdesign für den Alltag. Lars Müller Publishers, Baden, Schweiz, 2001, ISBN 3-907078-64-0
- Franco Clivio, Hans Hansen, Pierre Mendell: Verborgene Gestaltung – Hidden Forms. Zürcher Hochschule der Künste, Birkhäuser Verlag, 2009, ISBN 978-3-7643-8967-3